# For Your Precious Love
«For Your Precious Love» — пісня Джері Балтера спільно з гуртом The Impressions, випущена 1958 року.
Ця пісня потрапила до списку 500 найкращих пісень усіх часів за версією журналу Rolling Stone.